# Slovo na cestu
Bible – Slovo na cestu (SNC) je moderní překlad Bible s prvky parafráze. Překlad Nového zákona byl pořízen v letech 1978–1988, poprvé byl vydán v roce 1989. Revize textu byla provedena v roce 1999. Inspirací pro překlad (ale nikoli předlohou) je anglické vydání The Living Bible.
Na překladu pracovali zástupci několika církví (adventisté sedmého dne, českobratrská církev evangelická, baptisté, církev bratrská, křesťanské sbory, také jeden římskokatolický duchovní), tedy převážně protestantské církve evangelikálního zaměření. Iniciátorem projektu byl baptista Miloš Šolc, vedoucím týmu adventistický duchovní Jiří Drejnar, překlad revidoval také Zdeněk Sázava. Překladatelé si původně z duchovních i praktických důvodů přáli zůstat v anonymitě. Překladatelský tým pracoval s řeckým originálem (ve vydání Nestle-Aland) i dosavadními překlady, anglický vzor The Living Bible sloužil pouze jako inspirace. Aby byla zajištěna čitelnost, překlad „recenzovali“ nekřesťané nebo lidé nenavyklí na biblickou terminologii. Z dosavadních překladů má Slovo na cestu relativně nejblíže k překladu O. M. Petrů.
Text Nového zákona (po revizi) vychází ještě ve výrazně odlišné podobě a pod jiným názvem: je to sešitová varianta spolu s komentáři k biblickému textu (překladem díla Life Application Bible), zaměřenými hlavně na praktickou zbožnost, nazvaná Průvodce životem (1994–1997). Tato edice se stává součástí kompletní Bible – ve spojení se starozákonní sešitovou řadou dokončenou později (opět pod názvem Průvodce životem, 1994–2003; text Starého zákona byl přeložen z angličtiny). Počtvrté je Nový zákon – Slovo na cestu vydán (po další revizi textu) v roce 2000.
V listopadu 2010 vydala Česká biblická společnost (ČBS) jednosvazkový Nový zákon – Slovo na cestu. Nová sazba je doplněna ilustracemi od Annie Vallottonové. Překlad celé Bible v jednom svazku vydala Česká biblická společnost v dubnu 2011.
Text Slova na cestu je snadný ke čtení, jasný a srozumitelný. Podle překladatelů není k přečtení třeba žádný výklad, neboť jejich snahou bylo zpřístupnit text každému čtenáři, bez ohledu na jejich předchozí zkušenost s křesťanstvím. Do současného jazyka převádí teologické formulace a tradiční biblické výrazy, které by pro „nezkušeného“ čtenáře mohly být nesrozumitelné (anděl – „Boží posel“, evangelium – „radostná zvěst“, levita – „chrámový sluha“, apoštol – „vyslanec“ nebo „posel“), užívá i moderní výrazy (ateista, argument, banket), vysvětluje také kulturní souvislosti.